# Ketsch
Ketsch – miejscowość i gmina w Niemczech, w kraju związkowym Badenia-Wirtembergia, w rejencji Karlsruhe, w regionie Rhein-Neckar, w powiecie Rhein-Neckar-Kreis. Leży nad Renem, ok. 12 km na zachód od Heidelbergu, przy autostradzie A6.

## Współpraca
Miejscowości partnerskie:
- Trélazé, Francja
- Vielau – dzielnica Reinsdorfu, Saksonia

## Osoby

### urodzone w Ketsch
- Oliver Kreuzer – piłkarz
- Uli Stielike – piłkarz

### związane z gminą
- Jochen Kientz – piłkarz
- Timo Staffeldt – piłkarz